# Revolució de 1846
Revolució de 1846 és el nom que rep l'aixecament del coronel Miguel Solís el 2 d'abril de 1846 contra el govern de Ramón María de Narváez. La conspiració fou dirigida des de La Corunya, impulsada per Juana de Vega, comtessa d'Espoz y Mina; a Vigo foren Benigno Cid, Ramón Buch i Juan Nogueira, en contacte amb l'exilat Mártir Molins; i a Ourense, alguns militars. Gerónimo Piñeiro de las Casas feia de orreu entre ells, i fixaren la data de l'alçament pel mes d'abril.

## L'aixecament
El 2 d'abril del 1846 es pronuncià a la plaça major de Lugo el II Regiment de Zamora. El comandant Miguel Solís y Cuetos es posà al cap de l'exèrcit, i Manuel Becerra constitueix una Xunta a Lugo. El 4 d'abril també s'alça a La Corunya amb els provincialistes. Pío Rodríguez Terrazo fa una Xunta i s'enfrontà al governador militar Villalonga. El dia 5 Solís marxa amb l'exèrcit cap a Santiago, on els caps Antolín Faraldo, Antonio Romero Ortiz, Ramón Garea, Bermúdez Cedrón i els germans Pasarín aconseguiren reclutar 300 universitaris. El dia 8 s'uniren a Solís, qui topà amb Puig Semper i MacMahon a Sigüeiro. El dia 9 es produí el pronunciament de Buceta a Pontevedra, on es constituí una Xunta presidida per José Maria Santos. El dia 10 es pronunciarien Tui i Vigo, on es faria càrrec el brigadier Rubín de Celis. El dia 11 Puig Samper entra a Santiago i obliga Solís a marxar a Vigo, mentre que Iriarte, que ha penetrat des de Portugal, és vençut a Astorga.

## Constitució de la Xunta
Puig Samper i Solís s'enfrontarien novament a Sigüeiro, sense resultats, Però el dia 14 el general Manuel Gutiérrez de la Concha y de Irigoyen, enviat des de madrid, penetra a Galícia. Els insurrectes dominaven Santiago, Lugo, Ponetvedra, Vigo i Tui, i reuniren una Assemblea, presidida per Solís, amb Rubín de Celis, Pío Rodríguez Terrazo (de la Xunta de Santiago), José María Santos (de la Xunta de Pontevedra) i Ramón Buch (de la Xunta de Vigo). Es constituïren el dia 15 d'abril en Xunta Superior de Galiza, i acordaren:
- Constituir dos cossos d'exèrcit, que un cop aconseguits llurs objectius, s'unirien per atacar Concha, però sense cap suprem.
  - Exército de Libertazón de Galicia, dirigit per Solís i Manuel Buceta, que atacaria Corunya i Ferrol.
  - Segundo Exército, de Rubín de Celis i Sebastián Arias, que atacaria Ourense.
- Constituir una Xunta Suprema (també Xunta Superior do goberno de Galicia) per administrar i socórrer l'exèrcit, amb Pío R. Terrazo (president), Antolín Faraldo (secretari) José María Santos i Ramón Buch (vocals).

Faraldo fa una proclama de compromíos dels sublevats amb Galícia, per tal que deixi de ser una colonia da corte. Les primers mesures que prendran seran suprimir el sistema tributari del 1845, substituir els concellos i sotmetre totes les Xuntas locals a la suprema.

## Derrota i repressió
Tanmateix, els dos exèrcits fracassaren en les insurreccions perquè no volien vessar sang. El 21 d'abril Solís serà nomenat pels sublevats Capità General de Galícia, però el dia 23 serà vençut per Manuel Gutiérrez de la Concha y de Irigoyen a la batalla de Cacheiras i fet presoner, i Rubín de Celis, que no li va donar suport, hagué de fugir a Portugal. Aleshores Villalonga ordenà el dia 26 d'abril l'afusellament a Carral de Solís i 11 companys seus més, tots militars, que seran coneguts com a os mártires de Carral. Rúa Figueroa fou empresonat, i Antolín Faraldo, Francisco Añón Paz i Antonio Romero Ortiz hauran d'exiliar-se.
Cap al 1848 es dictà una amnistia i la majoria tornaren. Faraldo abandonà el galleguisme i morí al cap de poc, i els seus companys no tornarien a tenir cap paper destacat en la política gallega.